# Robert Waring Darwin
Robert Waring Darwin (* 17. Oktober 1724 in Newark, Lincolnshire; † 4. November 1816 in Elston, Nottinghamshire) war ein englischer Arzt und Botaniker. Sein offizielles botanisches Autorenkürzel lautet „R.W.Darwin“.

## Leben und Wirken
Robert Waring Darwin war der Sohn des Anwalts Robert Darwin of Elston (1682–1754) und seiner Frau Elizabeth Hill (1702–1797). Einer seiner Brüder war Erasmus Darwin.
Er studierte in Leiden und machte dort 1784 seinen Abschluss als Doktor der Medizin. 1787 veröffentlichte er sein Werk Principia botanica, in dem er sich mit dem Sexualsystem der Pflanzen von Carl von Linné beschäftigte. Darüber hinaus veröffentlichte er einige Beiträge in den Philosophical Transactions und anderen Zeitschriften.

## Schriften (Auswahl)
- Principia botanica: or, a concise and easy introduction to the sexual botany of Linnaeus […]. Newark/London 1787 (Digitalisat).